# Dick Eve
Richmond Cavill ("Dick") Eve (Parramatta, 19 maart 1901 – Concord (New South Wales), 13 maart 1970) was een Australische schoonspringer. Hij won een gouden medaille op de Olympische Spelen.

## Loopbaan
Eve nam deel aan de Olympische Spelen van 1924 in Parijs en won daar, tot zijn eigen verwondering, een gouden medaille bij het hoogduiken, mede door zijn perfecte sprong. Hij nam ook deel aan het drie meter plank, maar moest hierbij genoegen nemen met een vijfde plaats.
Dick Eve stierf kort voor zijn 69e verjaardag aan een hartaanval in het  Concord Repatriation General Hospital in Concord, New South Wales.

## Palmares

### Schoonspringen
- 1924:  Hoogduiken
- 1924: 5e Drie meter plank